# ای‌ای اسپورتس اف‌سی ۲۶
ای‌ای اسپورتس اف‌سی ۲۶ یک بازی ویدیویی شبیه‌سازی فوتبال است که توسط ای‌ای ونکوور و ای‌ای رومانی توسعه یافته و توسط الکترونیک آرتس منتشر شده است. قرار است این بازی در تاریخ ۲۶ سپتامبر ۲۰۲۵ برای مایکروسافت ویندوز، پلی‌استیشن ۴، پلی‌استیشن ۵، ایکس‌باکس وان، ایکس‌باکس سری اکس/اس، نینتندو سوییچ، نینتندو سوییچ ۲ و آمازون لونا در سراسر جهان منتشر شود. این سومین نسخه از سری بازی‌های ای‌ای اسپورتس اف‌سی پس از ای‌ای اسپورتس اف‌سی ۲۴ و ای‌ای اسپورتس اف‌سی ۲۵ است. زلاتان ابراهیموویچ، فوتبالیست سوئدی، به عنوان ورزشکار روی جلد نسخه نهایی ظاهر می‌شود، در حالی که جود بلینگهام و جمال موسیالا به عنوان جایگزین روی جلد نسخه‌های استاندارد ظاهر خواهند شد. قرار است ای‌ای اسپورتس اف‌سی ۲۶ نوآوری‌های قابل توجهی در گیم‌پلی ارائه دهد که شامل بازنگری کامل در مکانیک دریبل، هوش مصنوعی بهبود یافته برای جایگیری بازیکنان و انیمیشن‌های دروازه‌بان با ظاهری واقعی‌تر خواهد بود. این بازی همچنین دارای دو حالت از پیش تعیین‌شدهٔ گیم‌پلی متمایز است: رقابتی، که برای تیم نهایی و باشگاه‌ها با اکشن سریع‌تر و هوش مصنوعی هوشمندتر طراحی شده است؛ و معتبر، که برای حالت حرفه‌ای با رفتارها و تاکتیک‌های واقع‌گرایانهٔ فوتبال بر اساس داده‌های دنیای واقعی طراحی شده است.
این بازی شامل بیش از ۲۰٬۰۰۰ بازیکن دارای مجوز، بیش از ۷۵۰ باشگاه و تیم ملی و بیش از ۳۵ لیگ، از جمله حقوق انحصاری مسابقات یوفا، لیگ برتر انگلستان، بوندسلیگا، لیگ اف و سوپر لیگ زنان بارکلیز خواهد بود. ویژگی‌های جدیدی مانند سیستم ارتقا یافتهٔ آرکتایپ‌ها، رویدادهای زندهٔ پویا و حالت‌های گسترش‌یافته برای تیم نهایی، بخش حرفه‌ای و باشگاه‌ها نیز معرفی خواهند شد.